# خالد البلطان
خالد بن عمر بن جاسر البلطان (ولد عام 1968 / 1388 هـ في مدينة الرياض) رجل أعمال وشخصية رياضية سعودية، رأس نادي الشباب السعودي لأكثر من فترة، وحقق معه عدداً من الإنجازات والبطولات.

## نبذة
درس الابتدائية والمتوسطة والثانوية في الرياض، ثم التحق بقسم المكتبات والمعلومات في جامعة الإمام محمد بن سعود الإسلامية، وواصل الدراسة إلى المستوى السادس لكنه توقف بعد أن دخل عالم العقار والاستثمار. وكان ملازماً لوالده منذ أن كان عمره 12 عاماً ومرتبط كثيراً بأمه ويذكر أن سبب نجاحه هو رضاها التام في العقار بعد أزمة حرب الخليج وتحديداً في عام 1991. وكانت أول صفقة له هي شراء أرض تجارية في حي الرمال من العقاري إبراهيم بن سعيدان، وعندماعَلِمَ والده بالصفقة دخل شريكاً معه في الأرض وكانت قيمتها 14 مليون ريال، وبعدها أصبح يشتري عقارات بـ 30 و40 و70 مليون ريال، أيضاً دعم نادي مدينته الحزم وأشرف عليه حتى صعد إلى الدوري الممتاز.

## رئاسةنادي الشباب
تولى رئاسة نادي الشباب السعودي للمرة الأولى في العام 2005م حتى 2014/5/30م.، ثم عاد لرئاسة نادي الشباب مرة أخرى بالتكليف من قبل هيئة الرياضة وذلك في 2018/09/11م وحتى أغسطس عام 2023م بعد انتخاب خالد الثنيان رئيساً للنادي لمدة أربعة أعوام 2023-2027.

## إسهاماته الرياضية

### مع نادي الحزم
- الصعود لأول مرة للدوري الممتاز عام 1425هـ واستمر في الدوري الممتاز أربع مواسم متتالية.

### مع نادي الشباب (الفريق الأول)
- بطل الدوري السعودي الممتاز مرتين 1427هـ و1432هـ.
- بطل كأس الأمير فيصل بن فهد ثلاث مرات عام 1429هـ و1430هـ و1432هـ.
- بطل كأس الملك للأبطال ثلاثة مرات عام 1428هـ و1429هـ و1435هـ.
- بطل بطولة النخبة الدولية بأبها 1430هـ.
- بطل بطولة art الودية بتونس 2007م.
- بطل بطولة العين الدولية الودية مرتين 2011, 2012م.

## الحياة المهنية
خالد البلطان رئيس لعدد من الشركات والمؤسسات التجارية أو عضو في مجالس إدارتها، ومنها:
- الرئيس التنفيذي ورئيس مجلس إدارة شركة مجموعة خالد البلطان للاستثمار العقاري، والرئيس التنفيذي لمجموعة خالد البلطان العقارية منها (شركة بصمة لإدارة العقارات).
- شريك في الشركة السعودية للخدمات الأرضية.
- شريك في شركة الجزيرة تكافل تعاوني.
- شريك في شركة الوطنية للمساندة الأرضية للطيران.
- شريك في شركة المتقدمة للبتروكيماويات.
- شريك في شركة فالكم للخدمات المالية.
- كان شريكاً في بنك الجزيرة وشركة الأحساء للتنمية.[5]

## الحياة الشخصية
- متزوج ولديه 3 أبناء و3 بنات أكبرهم الوليد وغيداء وعبد المجيد وريما وبدر وجود.

| سبقه طلال بن حسن آل الشيخ | رؤساء نادي الشباب السعودي | تبعه خالد بن سعد بن فهد آل سعود |

| سبقه أحمد العقيل | رؤساء نادي الشباب السعودي | تبعه خالد الثنيان |